# オスカル・リバス
オスカル・ベント・リバス（1909年8月17日 - 2004年6月19日）はアンゴラの作家である。
リバスはルアンダで、アルナルド・ゴンサルヴェス・リバス（ポルトガル人）とマリア・デ・コンセイサン・ベント・ファーリア（アンゴラ人）の息子として生まれた。彼の最初の出版物は二冊の小説であり、1927年のNuvens que passam （過ぎ去る雲）と1929年のResgate de uma falta（欠乏の救助）だった。
1950年に彼はFlores e espinhos Uanga（花とウアンガの刺）を、1952年にEcos da minha terra（我が大地の響き）を出版した。
彼は1968年にリオ・デ・ジャネイロ国立図書館ゴンサルヴェス・ディアス勲章を受章した。彼はポルトガルのリスボンで逝去した。